# 懷特賽德 (密蘇里州)
懷特賽德（英語：Whiteside）是位於美國密蘇里州林肯縣的村。

## 人口
根據2020年美國人口普查的數據，懷特賽德的面積為0.27平方千米，皆為陸地。當地共有人口52人，而人口密度為每平方千米193人。